# Водни свинчета
Водните свинчети (Hydrochoerus) са род бозайници от семейство Свинчета (Caviidae).
Таксонът е описан за пръв път от Матюрен Жак Брисон през 1762 година. Таксономичният му тип е капибара.

## Видове
- Hydrochoerus hydrochaeris – Капибара
- Hydrochoerus isthmius